# くじゅう水泉郷
くじゅう水泉郷（くじゅうすいせんきょう）とは、大分県竹田市久住町に所在する株式会社くじゅう高原開発公社が地ビールの製造・販売、ミネラルウォーターの製造・販売、ビアレストランの営業を行っている施設である。

## 概要
同施設は1997年より「久住高原地ビール村」として営業を開始していたが、2008年より休業していた。
2011年4月より大分県別府市に所在する株式会社昭和園（べっぷ昭和園）が経営を引き継ぎ、屋号を「くじゅう水泉郷」と変更し、同年5月より営業を再開している。
阿蘇くじゅう国立公園に含まれる久住高原にあり、九州で一番高地にある地ビール工場でもある。（標高約800メートル）

## 地ビール
主に製造しているビールタイプは下記の3種類。
- ヴァイツェン（商品名：くじゅうビール王、風）
- ブラウンエール（商品名：花）
- スタウト（商品名：星）

2011年5月より主に上記3種の製造を開始している。
「久住高原地ビール村」当時に製造していたブラック、ケルシュ、ヴァイツェン、アルトの4種は「くじゅう水泉郷」として再開してから、製法等の大幅な変更により製造を行っていない。

## ミネラルウォーター
2011年9月よりミネラルウォーター「山翠のしずく」の販売を開始。製品としては2 Lペットボトル、500 mlペットボトルがある。
くじゅう連山の地下に眠る伏流水が原料であり、硬度38 mg/Lの軟水である。